# تنظيف أخضر
يشير مصطلح «التنظيف الأخضر» إلى استخدام طرق ومنتجات تنظيف ذات مكونات صديقة للبيئة، وإجراءات مصممة للحفاظ على صحة الإنسان وجودة البيئة. تتجنّب تقنيات ومنتجات التنظيف الخضراء استخدام منتجات تحتوي على مواد كيميائية سامة، وبعضها ينبعت منه مركبات عضوية متطايرة تسبب أضراراً للجلد والجهاز التنفسي وحالات أخرى. يمكن أن يصف التنظيف الأخضر أيضاً طريقة تصنيع منتجات التنظيف التي تستخدم في المنازل والمنتجات الصناعية وطرق تعبئتها وتوزيعها. إذا كانت عملية التصنيف صديقة للبيئة وكانت المنتجات تتحلل حيوياً، فإن مصطلح «أخضر» أو صديق البيئة ينطبق في هذه الحالة.

## برامج وسم المنتجات
من بين برامج وسم المنتجات برنامج وكالة حماية البيئة الأمريكية للبيئة والذي يسم المنتجات التي تتوافق مع معايير الوكالة للمواد الكيميائية. يُسمح بأن تحمل هذه المنتجات ملصق تصميم للبيئة الذي أعيدت تسميته إلى «خيار آمن للبيئة» عام 2015. بشكلٍ عام، تعتبر المنتجات الموسوعة بوجود مركبات عضوية متطايرة منخفضة أو بنسبة «صفر» أكثر أماناً لصحة الإنسان والحيوان في المنزل وكذلك في البيئة. إضافة لذلك قانون مراقبة المواد السامة لعام 1975 الذي أصدرته وكالة حماية البيئة يعرّف المواد الكيميائية في البيئة ويضع قواعد تنظيمية لرفع سوية صحة الإنسان إلى حدها الأقصى.
في 15 تشرين الأول من عام 2017، وقّع حاكم كاليفورنيا جيري براون قانون مشروع قانون مجلس الشيوخ 258، قانون حق معرفة منتجات التنظيف. حيث قدّم مشروع القانون السيناتور ريكاردو لارا بدعمٍ من بعض أقدم مصنّعي منتجات التنظيف الأخضر، مثل كيلي فلاكيس-هانكس من شركة منتجات صديقة للبيئة وعصو مجلس إدارة مجلس الأعمال المستدامة الأمريكي، وكذلك الشركات الرئيسية التي بدأت الدخول في مجال التنظيف الأخضر مثل شركة مصانع إس سي جونسون وابنه الذي اشترى شركة مسز مايرز وميثود. بفضل قانون «الحق في معرفة منتجات التنظيف» كانت كاليفورنيا أول ولاية تتطلب وضع ملصقات بالمكونات ضمن ملصقات منتجات مواد التنظيف وعلى الإنترنت أيضاً. على عكس المواد الغذائية المجهزة للبيع بالتجزئة، لا توجد متطلبات اتحادية للكشف عن مكونات منتجات التنظيف. بحلول عام 2020، سيتطلب قانون الحق في معرفة مواد التنظيف وضع ملصق بمكونات المواد على المنتجات وعلى الإنترنت. يذكر التشريع 34 مادة كيميائية  توجد في منتجات التنظيف، ثبت أنها مسرطنة وتسبب عيوباً خلقية وربو وغير ذلك من آثار صحية خطيرة:
1. 4،1-ديوكسان
2. 1،1-ثنائي كلورو الإيثان
3. حمض الأكريليك
4. بنزين (مركب كيميائي)
5. بنزيدين
6. 3،1-بوتاديين
7. رباعي كلوريد الكربون
8. كلوروفورم
9. أكسيد الإيثيلين
10. حمض النيتريلوتريتيك
11. بوتيل بنزيل الفثالات
12. بوتيل ديثيل فثالات
13. فثالات مضاعف
14. Diethyl phthalate
15. Diisobutyl phthalate
16. Di(n-octyl) phthalate
17. Diisononyl phthalate
18. فثالات مضاعف
19. بوتيل بارابين
20. إيثيل بارابين
21. Isobutylparaben
22. ميثيل بارابين
23. بروبيلبارابين
24. ميثانال
25. دمدم
26. Diazolidinyl urea
27. كلايوكسال
28. إيميدازوليدينيل اليوريا
29. Polyoxymethylene urea
30. Sodium hydroxymethylglycinate
31. برونوبول
32. ثنائي ميثيل نتروزامين
33. ثنائي ايثيل نتروزامين
34. 1-(3-chloroallyl)-3,5,7-triaza-1-azoniaadamantane chloride

في الإعلان عن مشروع القانون قال مجلس الشيوخ في ولاية كاليفورنيا أن مشروع القانون جاء «استجابة لطلب المستهلكين للشفافية»